# Ráby Mátyás
Ráby Mátyás (Pozsony, 1752. szeptember 21. – Strasbourg, 1797 után) kamarai írnok, hivatalnok.

## Életpályája
A család nevét a Csehországban Prága közelében fekvő Ráby vártól vette, amelyet három évszázaddal korábban birtokolt. Ekkor a magyar–cseh zavargások alatt a család több tagja kitüntette magát és ezért a fejedelemtől több birtokot nyert, különösen Sopron megyében a Rába és Mura mentén.
Ráby Mátyást már hároméves korában elrabolták és Bécsbe vitték, ahol papok nevelték fel. Bécsből visszatért hazájába és folytatta tanulmányait Budán, Pozsonyban, Kassán, Egerben és Pesten, ahol Majthényi Károly, a Hétszemélyes Tábla ülnöke mellett három évig jogi gyakornok volt. Főnökével gyakran felutazott Bécsbe és miután az udvarnál Mária Terézia és II. József császár ismerték, 1773. július 20-án a Magyar Udvari Kancelláriánál járulnoki állást nyert. Az akkori bécsi és hazai visszaéléseket figyelemmel kisérve, II. Józsefnél besúgó szerepet vitt; később azonban ilyen visszaélésekbe maga is belekeveredett; ezért többrendbeli bűnös cselekedetért és titkos levelezésért hivatalából elbocsátották. Ő azonban nem szűnt meg az igazságát keresni, minden eszközt megmozdított, még Mária Terézia királynőnél is, fiának II. Józsefnek befolyását fölhasználva.
Időközben és később is az országban, különösen Nyitra- és Pest megyékben kezdett szélhámoskodni; míg végül 1784-ben Szentendrén mint „feladót” elfogták és a megye börtönébe zárták; ekkor azután nem szűnt meg ismét fűt-fát megmozgatni és folyamodásával, ártatlanságának bizonyításával Bécsben és az országban sok kellemetlenséget okozott a főuraknak és kormányférfiaknak. Végül tömlöcéből megszökött, de ismét elfogták, kínozták, kivégzéssel fenyegették; azonban, elnyomorodva bár, II. József közbenjárására 1789-ben mégis szabadon bocsátották és úgy vánszorgott a szentendrei szőlejébe. Időközben hatalmas pártfogója, II. József császár is meghalt; II. Lipótnál pedig hiába keresett kegyelmet és pártfogást.
Kivándorlásra kényszerítették és Bécsből Strassburgba költözött, ahol megírta emlékiratait, melyek habár sok, vélhetően eredeti oklevelet közöl, csaknem hihetetlen eseményeket tárnak fel.
Élettörténetét feldolgozza Jókai Mór: Rab Ráby című regénye.

## Munkái
- Justizmord und Regierungsgreuel in Ungarn und Oesterreich… (I – II., Strassburg, 1797)
- Ráby Mátyás önéletírása; ford., bev. Komlós Aladár, jegyz. Eckhardt Ferenc; Szépirodalmi, Bp., 1957 (Magyar századok)